# Jakob Krais
Jakob Krais (* 22. Mai 1983 in Berlin) ist ein deutscher Historiker und Islamwissenschaftler.

## Leben
Er studierte in Berlin und Rom Geschichte, Islamwissenschaft und Philosophie. Mit der Dissertation Geschichte als Widerstand: Geschichtsschreibung und "nation-building" in Qaḏḏāfīs Libyen wurde er 2014 an der FU Berlin bei Gudrun Krämer und Ulrike Freitag promoviert. In der Folge war er als Stipendiat der Gerda Henkel Stiftung am Leibniz-Zentrum Moderner Orient (ZMO) und am Centre Marc Bloch in Berlin sowie am Centrum für Nah- und Mitteloststudien (CNMS) in Marburg assoziiert. 2022 habilitierte er sich an der Ruhr-Universität Bochum mit einer Arbeit zur Kulturgeschichte des Körpers im kolonialen Algerien. Seit 2022 ist er Professor für Neuere und Neueste Kulturgeschichte Nordafrikas an der Universität der Bundeswehr München.
Seine Forschungsinteressen sind Kulturgeschichte Nordafrikas, insbesondere des Maghreb, Geschichte von Körper, Sport und Jugend, Gender Studies, Nationalismus und Staatlichkeit, islamische Reform und postkoloniales Denken.

## Schriften
Monographien
- Geschichte des Nahen Ostens. Von der Kolonialzeit bis zur Gegenwart. C. H. Beck, München 2025, ISBN 978-3-406-82951-2.
- Spielball der Scheichs. Die WM in Katar und der arabische Fußball. Bielefeld 2021, ISBN 978-3-7307-0563-6.
- Geschichte als Widerstand. Geschichtsschreibung und nation-building in Qaḏḏāfīs Libyen. Würzburg 2016, ISBN 3-95650-158-6.
- als Herausgeber, mit Katrin Bromer: Shaping the ‘New Man’ in Asia, Africa and the Middle East: Practices, Networks and Mobilization (1940s–1960s). Leipzig 2018, ISBN 978-3-96023-264-3.

Aufsätze (Auswahl)
- Muscular Muslims: Scouting in Late Colonial Algeria between Nationalism and Religion. In: International Journal of Middle East Studies 51 (4), 2019, S. 567–585 (doi).
- Girl Guides, Athletes, and Educators: Women and the National Body in Late Colonial Algeria. In: Journal of Middle East Women’s Studies 15 (2), 2019, S. 199–215 (doi).
- The Sportive Origin of Revolution: Youth Movements and Generational Conflicts in Late Colonial Algeria. In: Middle East. Topics & Arguments 9, 2017, S. 132–141 (doi).